# Ост-Індія

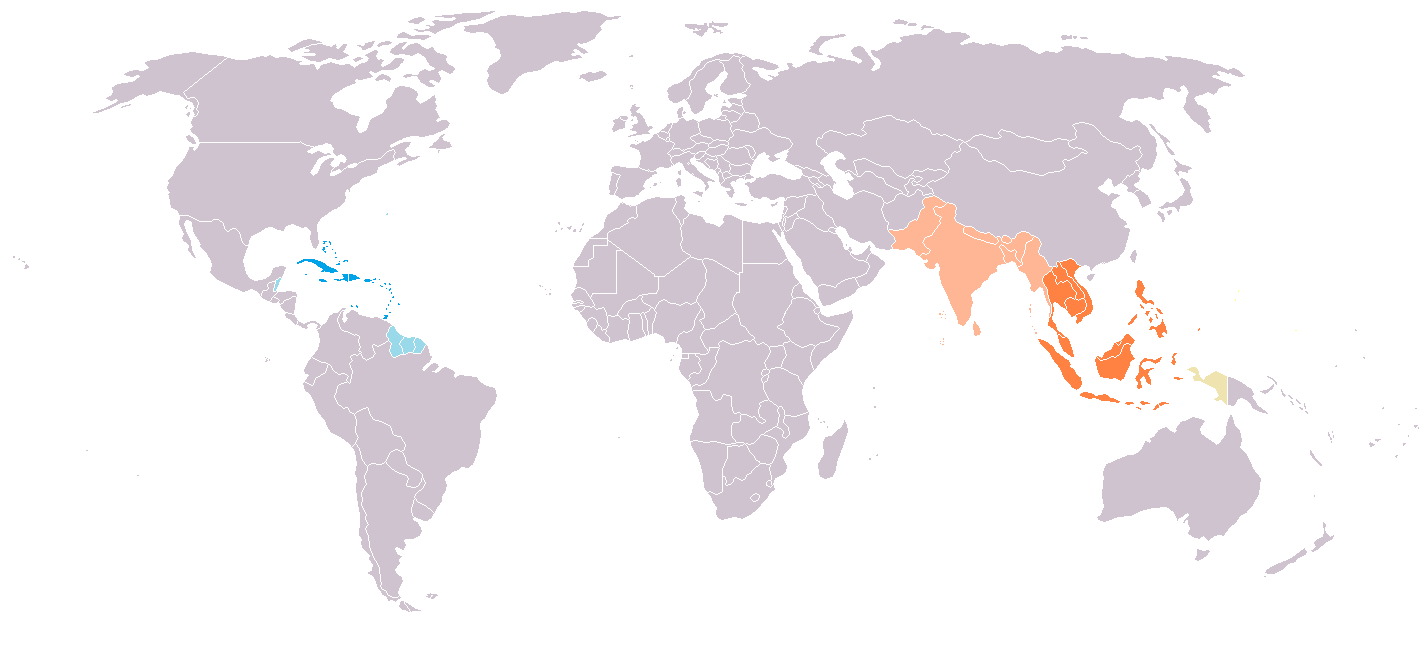
Ост-Індія

Ост-Індія (нід. Oost-Indië, буквально — Східна Індія), термін, що вживався в минулому по відношенню до території Індії та деяких країн Південної та Південно-Східної Азії. Виник на противагу терміну Вест-Індія, після того як, мандруючи у західному напрямку (від Європи), європейці, що вважали в той час Індією відкриті Христофором Колумбом острови Карибського моря в Америці, досягли берегів півострову Індостан.
Назва «Ост-Індія» довгий час зберігалася у зв’язку з колоніальною діяльністю Ост-Індійських компаній:
- Британської, заснованої у 1600 р.
- Голландської, заснованої у 1602 р.
- Данської, заснованої у 1616 р.
- Португальської, заснованої у 1628 р.
- Французької, заснованої у 1664 р.
- Шведської, заснованої у 1731 р.

Розрізняють Британську Ост-Індію (власне Індія) і Нідерландську Ост-Індію (Індонезія).

## Див також.
- Вест-Індія